# Иоффе, Александр Львович
Александр Львович Иоффе (род. 27 апреля 1950, Ленинград) — советский и российский шахматист, мастер спорта СССР по шахматам (1971). В составе команды Ленинграда серебряный призер первенства СССР между командами союзных республик по шахматам (1969).

## Биография
Воспитанник тренера В. М. Бывшева. Участник трех чемпионатов Ленинграда по шахматам (1969, 1975, 1979). Представлял команду Ленинграда в первенстве СССР между командами союзных республик по шахматам в 1969 году, где завоевал второе место в командном зачёте и третье место в индивидуальном зачёте. Представлял команду «Пластполимпер» (Ленинград) в розыгрыше командного Кубка СССР по шахматам в 1990 году завоевал третье место в командном зачёте и второе место в индивидуальном зачёте.
Окончил Ленинградский электротехнический институт. Инженер. С 2004 года работает тренером во Санкт-Петербургском городском Дворце творчества юных. Среди его учеников — чемпионы Санкт-Петербурга города в различных возрастных категориях.